# Speiredonia alix
Speiredonia alix là một loài bướm đêm thuộc họ Erebidae. Nó được tìm thấy ở Ấn Độ, quần đảo quần đảo Andaman, Malaya, Sumatra, Borneo, Java, Sumbawa và Philippines.